# The Thaumaturge
The Thaumaturge é um RPG isométrico de 2024 desenvolvido pela Fool's Theory e publicado pela 11 Bit Studios. O jogador controla Wiktor Szulski, um detetive que retorna a uma Varsóvia sobrenatural em 1905 para investigar a misteriosa morte de seu pai. The Thaumaturge foi lançado em 4 de março de 2024 para Microsoft Windows, com versões para PlayStation 5 e Xbox Series X e Series S previstas para lançamento em uma data posterior.

## Jogabilidade
O jogo se passa em capítulos, durante os quais o jogador pode explorar uma área, interagindo com NPCs, travando combates e completando missões. O jogador pode enfrentar inimigos humanos e sobrenaturais em combates por turnos, onde eles são capazes de usar as habilidades de saudadores fantasmagóricos para vencer brigas. Cada salutor representa uma falha humana, a imprudência pode quebrar o foco dos inimigos, mas com risco adicional para o jogador, enquanto o orgulho causa danos aos inimigos e cura Wiktor simultaneamente.
Fora do combate, os saudadores também podem ser usados no diálogo para manipular falhas específicas nos personagens para aprender mais ou para evitar brigas. Dependendo das estatísticas ou escolhas do jogador, certas opções podem estar disponíveis ou não. Clicar com o botão direito permite ao jogador usar a percepção do Wiktor, capaz de ver vestígios deixados no mundo, desde pensamentos até o conhecimento sobre um objeto. Esse conhecimento pode então ser usado para resolver mistérios no mundo do jogo.

## Desenvolvimento
The Thaumaturge iniciou o desenvolvimento completo em 2020, após ser apresentado a 11 Bit Studios. O cenário de Varsóvia em 1905 foi escolhido devido à familiaridade da equipe com a cidade e à tensão histórica decorrente do descontentamento com o domínio russo da época.

## Recepção
The Thaumaturge recebeu “críticas mistas ou médias”, de acordo com o agregador de resenhas Metacritic.
Rock Paper Shotgun elogiou a caracterização e a escrita do protagonista, "essa sensação de nunca se encaixar em lugar nenhum fornece um palco fantástico no qual os jogadores podem interpretar Wiktor como acharem melhor". Embora sinta que a atuação pode ser um sucesso ou um fracasso, IGN gostou do cenário histórico de The Thaumaturge, "O constante empurrão e puxão entre os ocupantes e os cidadãos cada vez mais descontentes é algo que a aventura sobrenatural de Wiktor está constantemente enfrentando". PCGamer criticou o combate como enfadonho, “as lutas são uniformes o suficiente para que você só tenha que apertar o cinto e traçar estratégias contra os chefes, que são poucos e distantes entre si”.